# Mistrzostwa Świata w Łucznictwie 1993
37. Mistrzostwa Świata w Łucznictwie odbyły się między 8 a 12 września 1993 w Antalya w Turcji. Organizatorem była Międzynarodowa Federacja Łucznicza. 

## Medaliści

### Strzelanie z łuku klasycznego
| Konkurencja            | Złoto                                                            | Srebro                                                               | Brąz                                                           |
| Indywidualnie kobiet   | Kim Hyo-jung                                                     | Cho Youn-jeong                                                       | Iana Tuniants                                                  |
| Indywidualnie mężczyzn | Park Kyung-mo                                                    | Kim Kyung-ho                                                         | Stanisław Zabrodski                                            |
| Drużynowo kobiet       | Korea Południowa · Kim Hyo-jung · Cho Youn-jeong · Lee Eun-kyung | Rosja · Jelena Tutatcikowa · Natalia Bołotowa · Mahluhanim Murzajewa | Chiny · Ma Xiangjun · Wang Xiaozhu · Yao Yawen                 |
| Drużynowo mężczyzn     | Francja · Sébastien Flute · Eric Unbekand · Lionel Torres        | Korea Południowa · Park Kyung-mo · Kim Kyung-ho · Kim Sung-nam       | Holandia · Henk Vogels · Erwin Verstegen · Marcel van Sleeuwen |

## Klasyfikacja medalowa
| Lp. | Państwo          | Złoto | Srebro | Brąz | Razem |
| 1.  | Korea Południowa | 3     | 3      | 0    | 6     |
| 2.  | Francja          | 1     | 0      | 0    | 1     |
| 3.  | Rosja            | 0     | 1      | 0    | 1     |
| 4.  | Chiny            | 0     | 0      | 1    | 1     |
| 4.  | Holandia         | 0     | 0      | 1    | 1     |
| 4.  | Kazachstan       | 0     | 0      | 1    | 1     |
| 4.  | Ukraina          | 0     | 0      | 1    | 1     |